# 威拉-苏尔-塔尔
威拉-苏尔-塔尔（德語：Werra-Suhl-Tal，發音：[vɛʁaˈzuːlˌtaːl]，意为“威拉-苏尔河谷”）是德国图林根州瓦特堡县的城市，面积77.67平方千米，2023年12月31日人口为6,255人。该市镇于2019年1月1日由市镇威拉河畔贝尔卡、丹克马尔斯豪森、迪帕赫和格罗森塞合并而成。